# 한수지 (배구 선수)
한수지(1989년 2월 1일 ~ )는 대한민국의 여자 배구 선수로서, GS칼텍스 서울 KIXX 소속의 센터이다. 가족은 부모님과 언니와 여동생 두 명이 있으며, 언니는 같은 팀에서 뛰었던 한은지이다. 현역 프로 배구 여자부에서 활약 중인 세터 중 제일 키가 큰 선수이다. 현재는 센터로 포지션을 변경 하였다.
2대1 트레이드로 통해 GS칼텍스 서울 KIXX으로 통해 13년만에 친정팀으로 복귀했다.

## 약력
한수지는 초등학교 4학년 때 배구를 시작하였다. 이미 초등학교 배구부에서 뛰고 있는 언니를 따라 배구공을 잡게 되었는데, 중·고등학교를 거치면서 스파이크가 강한 장신 세터로 자라나 김사니의 뒤를 이을 재목감으로 주목받았다. 그 후 2006년 아시안 게임을 앞두고 당시 1년 후배이자 한일전산여고의 센터인 배유나와 함께 국가대표에 선발되었다.
한수지는 세터로서는 키가 클 뿐만 아니라 차세대 한국 배구를 이끌 재목으로 꼽힌 이유로, 아시안 게임이 끝난 직후 열린 힐스테이트 2006~2007 V-리그 신인드래프트에서 1라운드 1순위로 GS칼텍스에 입단하였으나, 그 시즌이 끝난 후 현대건설에서 FA 자격을 취득하여 GS칼텍스로 이적한 세터 이숙자의 보상 선수로 현대건설에 이적하였다. 그러나 이적한 후에 한수지는 한유미, 김수지 등의 간판 선수와의 호흡이 맞지 않는 바람에 한때 현대건설이 11연패에 빠지는 원인을 제공하였고, 그 결과 현대건설은 NH농협 2007~2008 V-리그 정규 리그 최하위를 기록하였다. 이는 다음 시즌인 NH농협 2008~2009 V-리그 개막을 앞두고 열린 신인 드래프트에서 소속 팀 현대건설이 고교생 국가대표 출신의 세터인 목포여자상업고등학교의 염혜선을 지명하게 되는 원인으로 이어졌다.
NH농협 2008~2009 V-리그에서 한수지는 염혜선과 함께 현대건설의 세터진을 이루고 있었고 출전수가 염혜선에 비해 적었으나, 이듬해 시즌인 NH농협 2009~2010 V-리그에서 황현주 감독이 부임하면서 주전으로 다시 자리잡으며 팀의 정규 리그 우승에 기여하였다. 그러나 그 시즌이 끝난 후 인천 흥국생명 핑크스파이더스로부터 FA 자격을 얻은 황연주가 현대건설에 이적하였고, KT&G에서 FA 자격을 얻은 김사니가 흥국생명으로 이적하면서 이에 대한 연쇄 보상 선수로 현 소속 팀에 이적하여 보상 선수로만 2번 팀을 옮긴 선수가 되었다.

## 국가대표팀 경력
- 2006년 아시안 게임
- 2007년 아시아 여자배구선수권대회
- 2008년 2008년 하계 올림픽 예선전
- 2017년 월드그랑프리
- 2019년 여자 발리볼 네이션스리그

## 수상 경력
- V-리그 여자부 신인선수상: 2007
- V-리그 2009-10 세터상
- KOVO컵 MIP: 2016